# Гефен, Нина Ефимовна
Нина Ефимовна Ге́фен (1915 — ?) — советский иммунолог.

## Биография
Родилась 3 (16) октября 1915 года.
С мая 1939 года научный сотрудник, заведующая лабораторией Научно-исследовательского испытательного санитарного института РККА (в последующем — Институт военной медицины). Также (по совместительству) преподавала в Московском медицинском институте.
В 1950-е годы руководила отделом вакцин в войсковой части 62992 (Центр по разработке бактериологического оружия), в котором наряду с химическими вакцинами разрабатывались сухие аэрозольные вакцины против бруцеллёза, туляремии, чумы и сибирской язвы.
Полковник медицинской службы. Доктор медицинских наук (1943)
В начале 1980-х годов на волне еврейской эмиграции уехала в США, жила в Нью-Джерси в семье своей внучки Марины.

### Семья
- муж — Николай Иванович Александров (1908—1972), генерал-майор медицинской службы[5].

## Научная деятельность
В 1943 году защитила докторскую диссертацию.
Совместно с мужем Н. И. Александровым в 1941—1942 годах разработала поливакцину НИИСИ против семи инфекций (брюшного тифа, паратифов A и B, дизентерии Шига и Флекснер, холеры, столбняка). Основанная на принципе ассоциированных депо вакцин с использованием полных микробных антигенов, эта поливакцина даже при однократной инъекции давала удовлетворительный эпидемиологический эффект и возможность в полевых условиях достигать почти поголовного охвата прививками личного состава.
Спустя несколько десятилетий после начала применения поливакцины были получены данные о причине её высокой реактогенности: наряду со слабой очищенностью антигенных компонентов она была обусловлена цитокинной активностью главного компонента вакцины — эндотоксина.
В 1960-е годы по результатам многолетнего применения поливакцины делался вывод о её неэффективности.

### Избранные труды
- Александров Н. И., Гефен Н. Е. Активная специфическая профилактика инфекционных заболеваний и пути её усовершенствования / Под ред. и с предисл. Е. И. Смирнова. — М.: Воениздат, 1962. — 392 с. — 7300 экз.
- Александров Н. И., Гефен Н. Е. Поливакцина НИИСИ : (Препарат для одновременной вакцинации против холеры, брюшного тифа, паратифов, дизентерии и столбняка). — М.: Воениздат, 1957. — 247 с.

## Награды и премии
- орден Красной Звезды (18.9.1943; была представлена к ордену Трудового Красного Знамени)[1].
- Сталинская премия третьей степени (1948) — за изобретение и внедрение в практику новых типов вакцин[2][7].